# Betty's Buttons
Betty's Buttons è un cortometraggio muto del 1911 diretto da Bannister Merwin.

## Produzione
Il film fu prodotto dall'Edison Company

## Distribuzione
Distribuito dalla General Film Company, il film - un cortometraggio di 140 metri - uscì nelle sale cinematografiche statunitensi il 30 agosto 1911. Nelle proiezioni, veniva programmato con il sistema dello split reel, accorpato in un'unica bobina con un altro cortometraggio prodotto dall'Edison, la commedia The Silent Tongue.